# کارل سیزدهم
کارل سیزدهم Karl XIII ‏(۷ اکتبر ۱۷۴۸ – ۵ فوریه ۱۸۱۸) شاه سوئد از ۱۸۰۹ تا زمان مرگش بود. وی همچنین شاه نروژ از ۱۸۱۴ تا زمان مرگش بود.اگر چه بیماری‌های فراوان او را از امر حکومت باز داشت، قتل داماد و تبعید نوه‌اش به سوییس او را نیمه دیوانه کرد و چند سال آخر چند سکته مغزی کرد. شورای سلطنتی سوئد مارشال برنادوت مارشال ارتش ناپلون بناپارت را پسرخوانده او و ولیعهد نام گذاری کرد و چند سال آخر، ولیعهد کشور را اداره کرد. او پسر آودلف فردریک سوئد بود. او آخرین پادشاه دودمان خود بود و با مرگ او، کارل یوهان چهاردهم (مارشال برنادوت) به تخت پادشاهی تکیه شد و با جانشینی اسکار یکم پسر برنادوت سلسله برنادوت را پایه‌گذاری کرد.